# Myodermum melanarium
Myodermum melanarium är en skalbaggsart som beskrevs av Thierry Bourgoin 1919. Myodermum melanarium ingår i släktet Myodermum och familjen Cetoniidae. Inga underarter finns listade i Catalogue of Life.